# Pristimantis bustamante
Espèce
Pristimantis bustamante est une espèce d'amphibiens de la famille des Craugastoridae.

## Répartition
Cette espèce est endémique de la province de San Ignacio dans la région de Cajamarca au Pérou. Elle se rencontre à Namballe entre 2 745 et 3 016 m d'altitude dans la Quebrada del Vino.

## Description
Les mâles mesurent de 14,4 à 15,7 mm et la femelle 21,2 mm.

## Étymologie
Cette espèce est nommée en l'honneur de la famille Bustamante de Bakersfield pour son soutien à l'étude de l'herpétologie péruvienne.

## Publication originale
- Chaparro, Motta, Gutiérrez & Padial, 2012 : A new species of Pristimantis (Anura: Strabomantidae) from Andean cloud forests of northern Peru. Zootaxa, no 3192, p. 39–48.